# Vela nos Jogos Olímpicos de Verão de 2012 - 49er

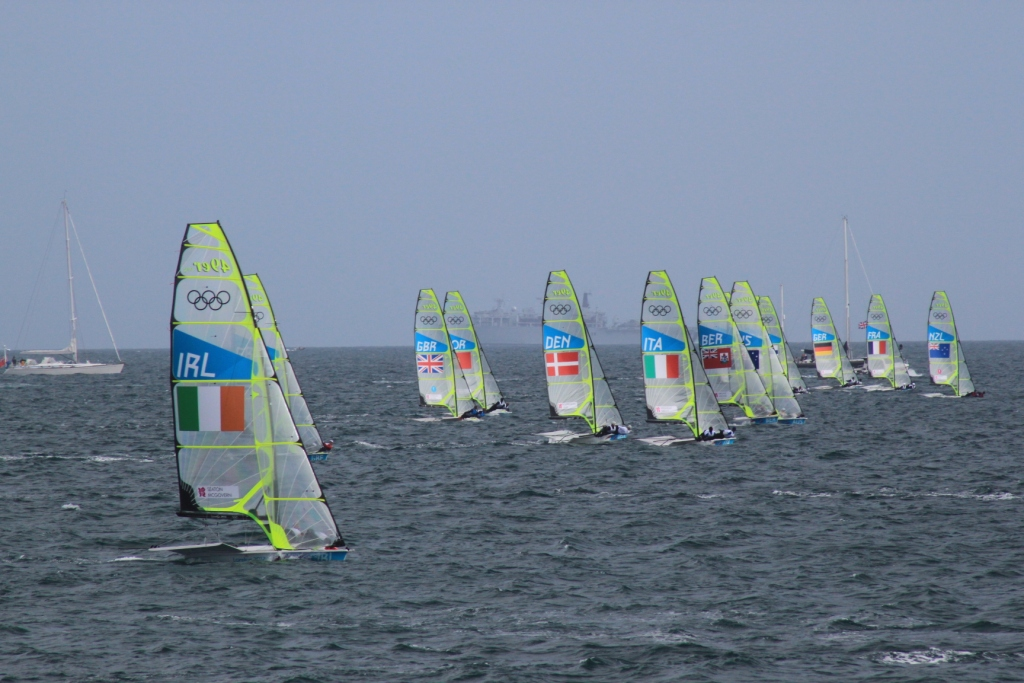
Embarcações durante uma das regatas da classe 49er

As regatas da classe 49er da vela nos Jogos Olímpicos de Verão de 2012 foram disputadas entre os dias 30 de julho e 8 de agosto na Academia Nacional de Navegação de Weymouth e Portland, na Ilha de Portland.

## Medalhistas
| Ouro   | AUS Nathan Outteridge e Iain Jensen |
| Prata  | NZL Peter Burling e Blair Tuke      |
| Bronze | DEN Allan Nørregaard e Peter Lang   |

## Resultados
| Pos.              | Velejadores                                      | Regata | Regata | Regata | Regata | Regata | Regata | Regata | Regata | Regata | Regata | Regata | Regata | Regata | Regata | Regata | Regata | Pontos | Pontos |
| Pos.              | Velejadores                                      | 1      | 2      | 3      | 4      | 5      | 6      | 7      | 8      | 9      | 10     | 11     | 12     | 13     | 14     | 15     | M      | Tot.   | Net    |
| ----------------- | ------------------------------------------------ | ------ | ------ | ------ | ------ | ------ | ------ | ------ | ------ | ------ | ------ | ------ | ------ | ------ | ------ | ------ | ------ | ------ | ------ |
| Medalha de ouro   | AUS Nathan Outteridge / Iain Jensen              | 8      | 1      | 2      | 4      | 2      | 1      | 10     | 6      | 9      | 5      | 4      | 1      | 1      | 1      | 3      | 8      | 66     | 56     |
| Medalha de prata  | NZL Peter Burling / Blair Tuke                   | 9      | 7      | 1      | 7      | 3      | 5      | 9      | 11     | 7      | 2      | 1      | 2      | 15     | 6      | 6      | 4      | 95     | 76     |
| Medalha de bronze | DEN Allan Nørregaard / Peter Lang                | 2      | 4      | 14     | 6      | 16     | 15     | 5      | 7      | 13     | 6      | 16     | 4      | 4      | 3      | 9      | 6      | 130    | 114    |
| 4                 | AUT Nico Delle Karth / Nikolaus Resch            | 10     | 15     | 6      | 5      | 5      | 16     | 4      | 19     | 4      | 9      | 6      | 17     | 11     | 4      | 4      | 2      | 137    | 118    |
| 5                 | GBR Stevie Morrison / Ben Rhodes                 | 12     | 12     | 3      | 18     | 4      | 2      | 1      | 1      | 17     | 4      | 20     | 13     | 3      | 17     | 7      | 10     | 144    | 124    |
| 6                 | FRA Emmanuel Dyen / Stéphane Christidis          | 1      | 9      | 9      | 12     | 1      | 10     | 12     | 13     | 10     | 21 OCS | 2      | 5      | 10     | 7      | 14     | 12     | 148    | 127    |
| 7                 | FIN Lauri Lehtinen / Kalle Bask                  | 19     | 18     | 4      | 11     | 6      | 8      | 2      | 2      | 1      | 11     | 3      | 11     | 15     | 11     | 3      | 20     | 148    | 129    |
| 8                 | POR Bernardo Freitas / Francisco Andrade         | 7      | 2      | 10     | 9      | 10     | 6      | 13     | 5      | 8      | 12     | 9      | 10     | 5      | 14     | 15     | 14     | 149    | 134    |
| 9                 | ITA Giuseppe Angilella / Gianfranco Sibello      | 14     | 11     | 13     | 10     | 11     | 7      | 8      | 12     | 15     | 3      | 13     | 18     | 9      | 5      | 1      | 16     | 166    | 148    |
| 10                | SWE Jonas von Geijer / Niclas Düring             | 5      | 3      | 12     | 8      | 17     | 4      | 14     | 3      | 16     | 8      | 19     | 6      | 18     | 10     | 11     | 18     | 172    | 153    |
| 11                | GER Tobias Schadewaldt / Hannes Baumann          | 17     | 5      | 20     | 19     | 15     | 9      | 7      | 14     | 3      | 1      | 10     | 9      | 12     | 13     | 8      | *      | 162    | 142    |
| 12                | ESP Iker Martínez de Lizarduy / Xabier Fernández | 15     | 6      | 7      | 3      | 14     | 18     | 3      | 15     | 12     | 14     | 8      | 14     | 8      | 15     | 12     | *      | 164    | 146    |
| 13                | POL Łukasz Przybytek / Paweł Kołodziński         | 11     | 14     | 11     | 13     | 8      | 3      | 15     | 10     | 5      | 13     | 11     | 12     | 7      | 18     | 13     | *      | 164    | 146    |
| 14                | IRL Ryan Seaton / Matt McGovern                  | 4      | 8      | 15     | 2      | 12     | 19     | 11     | 9      | 14     | 7      | 15     | 7      | 13     | 16     | 16     | *      | 168    | 149    |
| 15                | USA Erik Storck / Trevor Moore                   | 6      | 10     | 16     | 1      | 7      | 13     | 20     | 18     | 2      | 17     | 5      | 20     | 17     | 8      | 17     | *      | 177    | 157    |
| 16                | CAN Gordon Cook / Hunter Lowden                  | 3      | 16     | 5      | 17     | 9      | 17     | 16     | 8      | 11     | 16     | 7      | 8      | 20     | 9      | 21 DNF | *      | 183    | 162    |
| 17                | CRO Pavle Kostov / Petar Cupać                   | 13     | 17     | 8      | 15     | 13     | 14     | 17     | 4      | 19     | 15     | 17     | 3      | 14     | 12     | 19     | *      | 200    | 181    |
| 18                | JPN Yukio Makino / Kenji Takahashi               | 16     | 13     | 17     | 14     | 18     | 11     | 18     | 16     | 18     | 18     | 14     | 15     | 6      | 2      | 10     | *      | 206    | 188    |
| 19                | BER Jesse Kirkland / Alexander Kirkland          | 21 DNF | 19     | 18     | 21 DNF | 21 DNF | 12     | 6      | 21 DNF | 6      | 10     | 12     | 19     | 2      | 19     | 18     | *      | 225    | 204    |
| 20                | GRE Dionysios Dimou / Mike Pateniotis            | 18     | 20     | 19     | 16     | 19     | 20     | 19     | 17     | 20     | 19     | 18     | 16     | 16     | 20     | 5      | *      | 262    | 242    |

Legenda
| Recorde mundial      | Recorde mundial (World record)               |                       | Recorde africano                      | Recorde africano (African) |                                           | Q | Classificado por posição (Qualified) |
| Recorde olímpico     | Recorde olímpico (Olympic record)            | Recorde da América    | Recorde da América (Americas)         | q                          | Classificado por melhor tempo (Qualified) |   |                                      |
| Melhor marca do ano  | Melhor marca do ano (World leading)          | Recorde asiático      | Recorde asiático (Asian)              | DNS                        | Não largou (Did not start)                |   |                                      |
| Recorde nacional     | Recorde nacional (National record)           | Recorde europeu       | Recorde europeu (European)            | DNF                        | Não terminou (Did not finish)             |   |                                      |
| Recorde pessoal      | Recorde pessoal do atleta (Personal best)    | Recorde da Oceania    | Recorde da Oceania (Oceania)          | DSQ / DQ                   | Desclassificado (Disqualified)            |   |                                      |
| Recorde da temporada | Recorde da temporada do atleta (Season best) | Recorde sul-americano | Recorde sul-americano (South America) | NM                         | Sem marca (No mark)                       |   |                                      |

### Vela
| M   | Regata da Medalha da qual só participam os dez primeiros colocados das regatas anteriores  |  |  | CAN | Regata cancelada |
| BFD | Desclassificado por bandeira preta (Black Flag Disqualified)                               |  |  |     |                  |
| UFD | Desclassificado por bandeira "U" (U Flag Disqualified)                                     |  |  |     |                  |
| OCS | Largada queimada (On the Course Side of the starting line)                                 |  |  |     |                  |
| DNE | Desclassificação sem eliminação (infração a um item do regulamento da prova – Did Not End) |  |  |     |                  |